# Protea lepidocarpodendron
Protea lepidocarpodendron es una especie de planta de flores perteneciente a la familia Proteaceae. Es nativa de Sudáfrica donde crece en zonas cercanas al mar desde 300 a 600 m s. n. m.

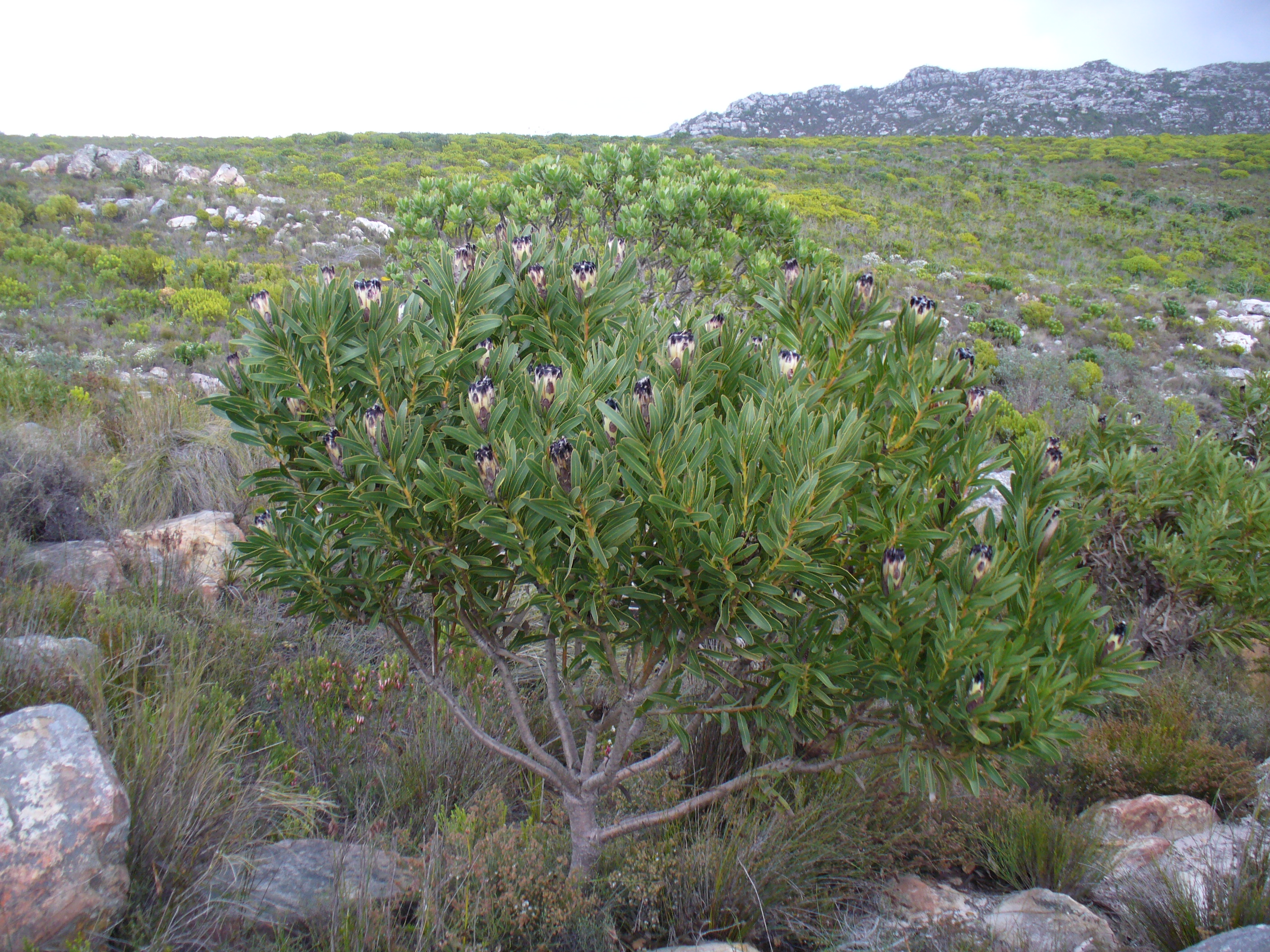
Vista de la planta

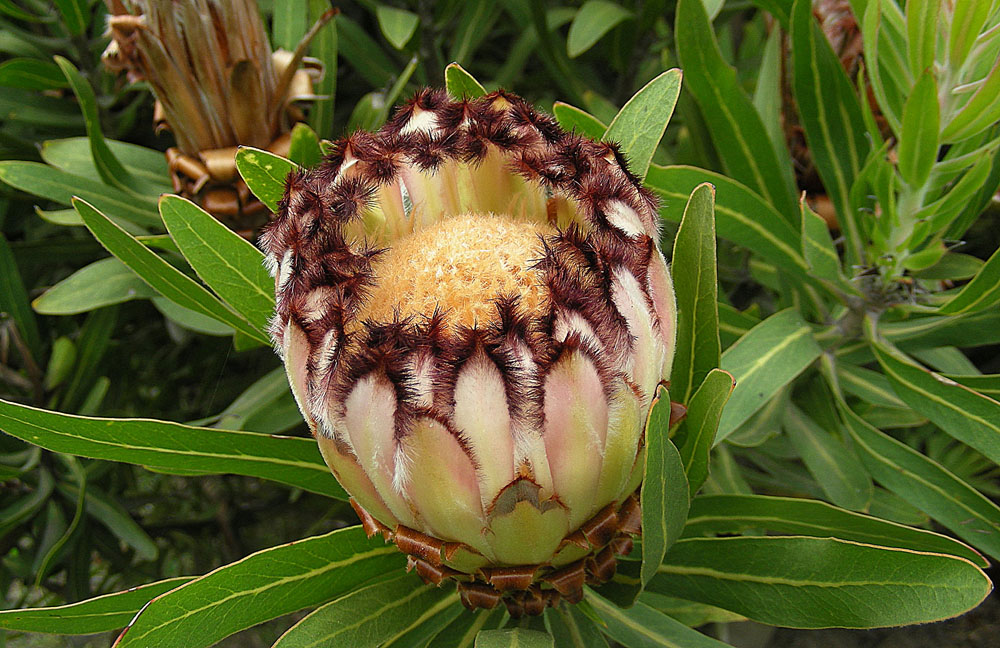
Flor

## Descripción
Es un arbusto que alcanza los 2-3,5 metros de altura densamente ramificado desde un tallo principal. Las hojas son sésiles. Las inflorescencias, compuestas de muchas flores individuales, se agrupan dentro de un base o receptáculo. Los pétalos de las flores son hojas modificadas como  involucro o brácteas, en el centro de las brácteas se encuentran muchas pequeñas flores agrupadas de color púrpura. Florece a finales de otoño hasta el invierno. Los frutos son pequeñas nueces  secas.

## Taxonomía
Protea lepidocarpodendron fue descrito por Carlos Linneo y publicado en Mant. Pl. Altera 190. 1771
Etimología
Protea: nombre genérico que fue creado en 1735 por Carlos Linneo en honor al dios de la mitología griega Proteo que podía cambiar de forma a voluntad, dado que las proteas tienen muchas formas diferentes. 
lepidocarpodendron: epíteto
Sinonimia
- Protea fulva Tausch.
- Protea lepidocarpodendron var. villosa PHILLIPS[2]